# Leptogaster piliensis
Leptogaster piliensis là một loài ruồi trong họ Asilidae. Leptogaster piliensis được Oldroyd miêu tả năm 1972.